# Ostrowąż
Ostrowąż – wieś w Polsce położona w województwie wielkopolskim, w powiecie konińskim, w gminie Ślesin.
W Ostrowążu znajduje się Szkoła Podstawowa im. Kornela Makuszyńskiego oraz jednostka Ochotniczej Straży Pożarnej. 
| SIMC    | Nazwa            | Rodzaj    |
| ------- | ---------------- | --------- |
| 0297098 | Giętkowo         | część wsi |
| 0297106 | Ostrowąż-Kolonia | część wsi |

## Historia
Pierwsze zapiski o osadzie pochodzą z 1185 roku. Była własnością szlachecką. 
W latach 1954–1961 wieś była siedzibą gromady Ostrowąż, po jej zniesieniu w gromadzie Ślesin. W latach 1975–1998 miejscowość administracyjnie należała do województwa konińskiego.

## Opis
W Ostrowążu znajduje się Kościół pod wezwaniem Niepokalanego Serca Najświętszej Maryi Panny i św. Jakuba Apostoła z parafialnym cmentarzem. Kościół jest największym w Wielkopolsce (drugim w Polsce, po kościele w Haczowie) budynkiem sakralnym wykonanym w całości z drewna. Jego powierzchnia użytkowa wynosi 450 m² a kubatura ponad 1000m3. Jest tu również szkoła podstawowa, prężnie działająca jednostka Ochotniczej Straży Pożarnej, remiza strażacka pełniąca również funkcję sali rozrywkowej, sklep spożywczo-przemysłowy (należący do GS Ślesin). W miejscu po upadłym kółku rolniczym, świadczącym niegdyś usługi dla rolnictwa, swoją siedzibę ma firma handlowa Trans Wag prowadząca sprzedaż węgla, paliw, nawozów i materiałów budowlanych. W 1956 roku w okolicach wsi odkryto cmentarzysko szkieletowe z czasów piastowskich. Zinwentaryzowano 6 grobów, z których wydobyto m.in. żelazny miecz czy uszkodzoną ostrogę. Wiosną 2016 roku archeolodzy odkryli w pograniczu Ostrowąża i Marianowa niezwykle cenne cmentarzysko neolityczne sprzed 5000 lat. Są to doskonale zachowane kurhany ułożone w 3 skupiskach.